# Artocarpus altilis
L'albero del pane (Artocarpus altilis (Parkinson) Fosberg) è una pianta della famiglia delle Moraceae che cresce nel sud-est asiatico e in molte isole dell'oceano Pacifico.
Il nome del genere deriva dal greco artos (pane) e karpos (frutto), e deriva dal gusto dei frutti che, quando cotti, hanno la consistenza del pane appena sfornato e un sapore simile alle patate.

## Descrizione

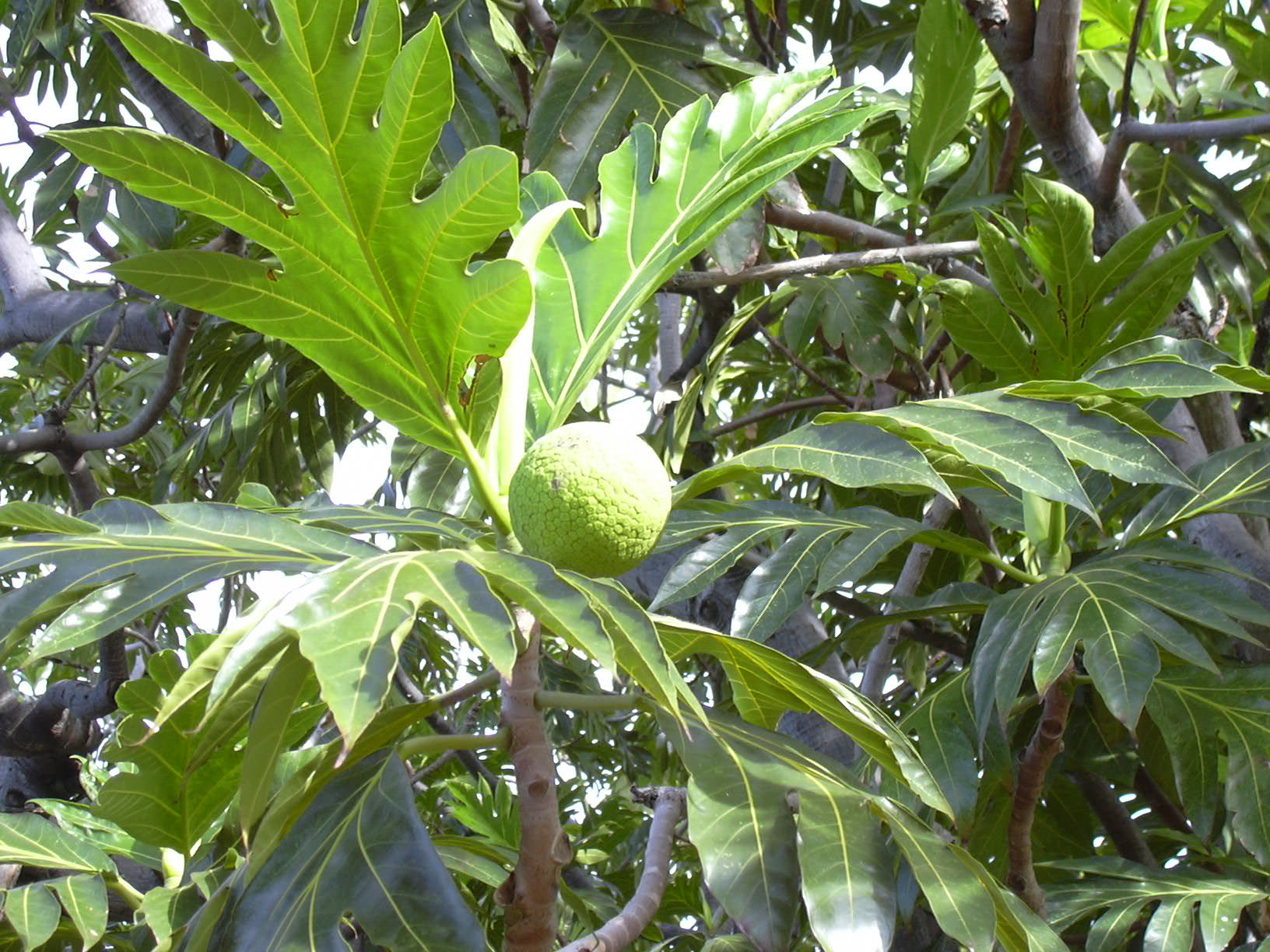
Foglie e frutto

È una specie arborea, con fusti alti sino a 12 m.

Ha lunghe foglie di colore verde lucido, profondamente incise, coriacee.

Il frutto, della grandezza di un piccolo melone, ha una scorza coriacea e rugosa e una polpa biancastra, farinosa.

## Distribuzione e habitat
Gli antenati dei Polinesiani trovarono gli alberi che crescevano nella zona della Nuova Guinea nord-occidentale intorno a 3.500 anni fa. Lasciarono la coltivazione del riso che avevano portato con loro da Taiwan, e diffusero l'albero del pane ovunque andassero nel Pacifico.
I loro antichi cugini orientali indonesiani diffusero la pianta nell'Asia meridionale insulare e costiera. È stata anche ampiamente coltivata, in tempi storici, in altre regioni tropicali.

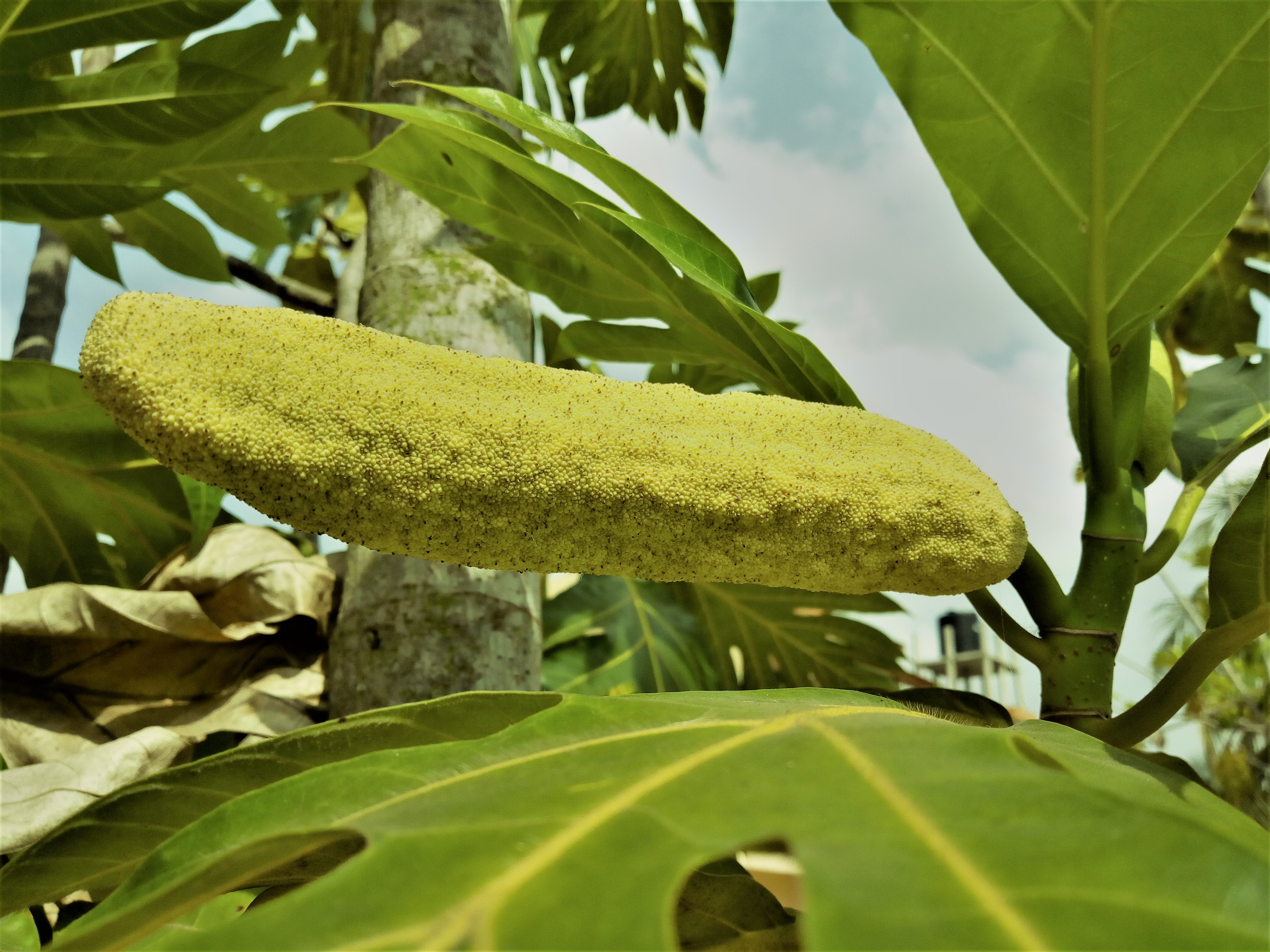
Infiorescenza e foglie

## Usi
I frutti sono commestibili e vengono consumati fritti, cotti al forno o secchi. Contengono il 20% di amido e 1-2% di albumina.